# 이앙기

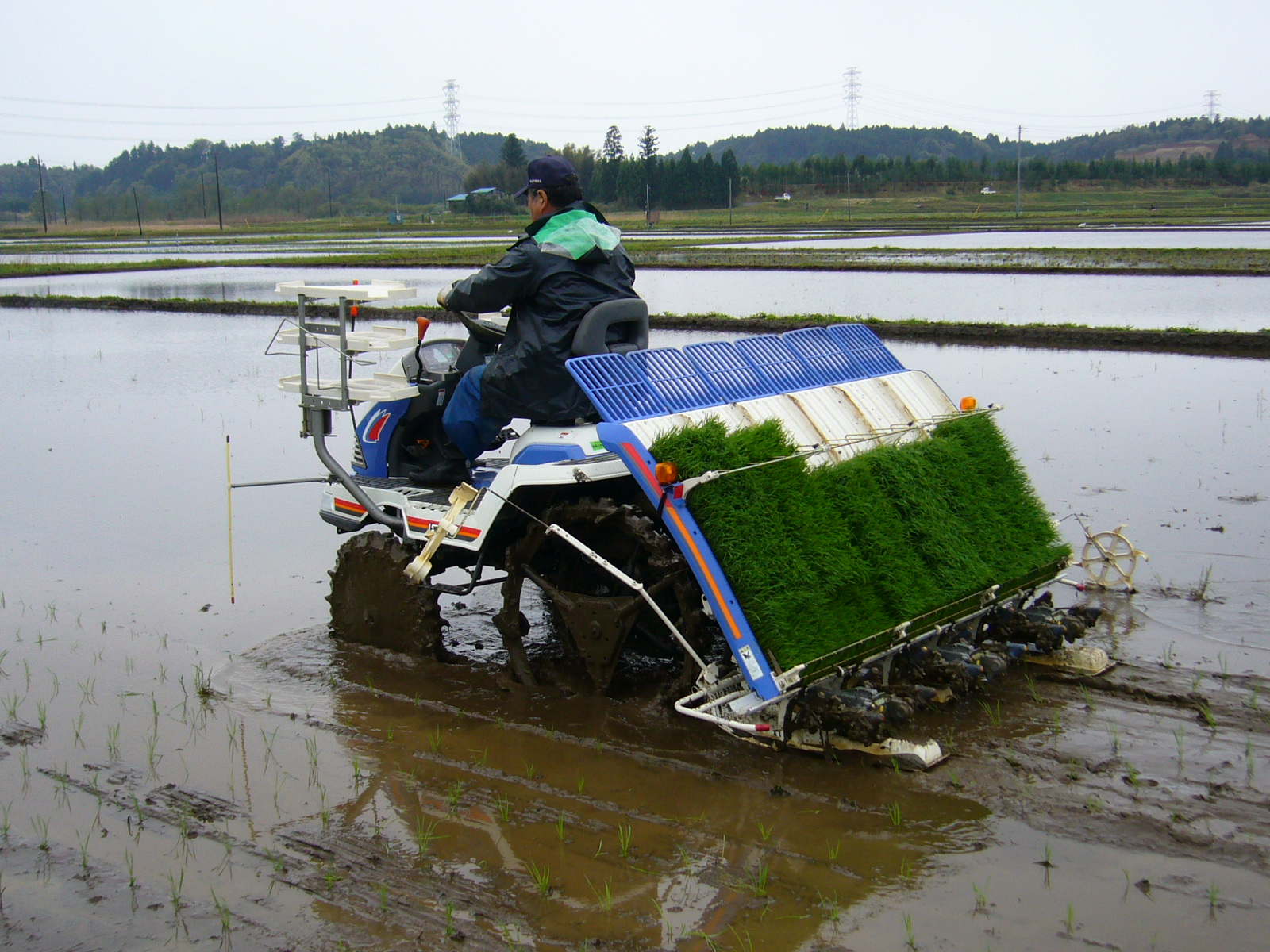
승용 여섯 줄 이앙기

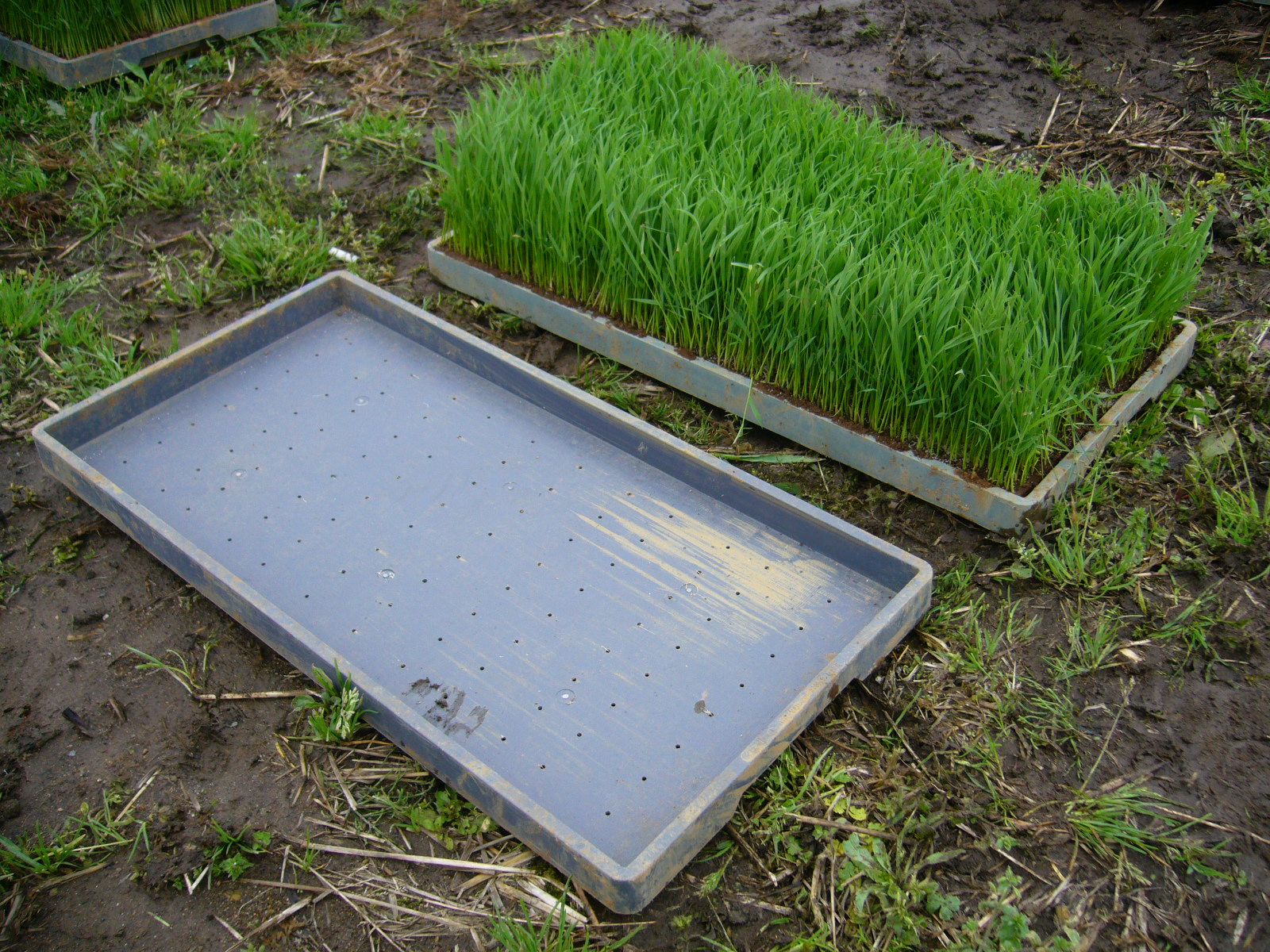
육묘판

이앙기(移秧機) 또는 모심개는 모를 옮겨 심는 작업을 수행하는 농기계이다. 대한민국 및 일본,중국,동남 아시아등의 벼농사를 짓는 지역에서 널리 쓰인다. 기계로서 실용화된 것은 1960년대 일본이 처음이다.

## 같이 보기
- 육묘
- 모내기